# Сирове
Си́рове — село в Україні, у Врадіївській селищній громаді Первомайського району Миколаївської області. Населення становить 1240 осіб.
Розташоване на правому березі річки Кодими і вздовж балки Сировський Яр, за 12 км на північний захід від центру громади і залізничної станції Врадіївка.

## Історія
Засноване село в 1697 році селянами-втікачами з Польщі і Молдавії. Входило до складу Врадіївської волості Ананьївського повіту Херсонської губернії.
За даними на 1859 рік у сільському південному поселенні Ананьївського повіту Херсонської губернії мешкала 2183 особи (1096 чоловічої статі та 1087 — жіночої), налічувалось 314 дворових господарств, існувала православна церква.
Станом на 1886 рік у колишньому державному селі Врадіївської волості мешкало 1170 осіб, налічувалось 337 дворів, існували православна церква, школа, винний склад.
За переписом 1897 року кількість мешканців зросла до 4689 осіб (2381 чоловічої статі та 2308 — жіночої), з яких 4640 — православної віри.
Радянська влада встановлена в січні 1918 року.
В роки німецько-радянської війни входила до складу Голтянського повіту губернаторства Трансністрія. В селі діяла підпільна антинацистська група. 442 мешканці села брали участь у війні, 254 з них загинули, 328 — нагороджені орденами і медалями СРСР.
1975 року в селі споруджено пам'ятники на честь загиблих односельців і на братській могилі визволителів села.
В Сировому діють середня школа, будинок культури, фельдшерсько-акушерський пункт, дитячий садок, бібліотека. До послуг мешканців села поштове відділення, відділення Ощадного банку, кілька магазинів.

## Символіка
Сюжет герба та прапора взятий із гімну села, де Сирове порівнюють із клином журавлів, а земля названа «зоряною».

## Населення
Згідно з переписом УРСР 1989 року чисельність наявного населення села становила 1671 особа, з яких 758 чоловіків та 913 жінок.
За переписом населення України 2001 року в селі мешкало 1556 осіб.

### Мова
Розподіл населення за рідною мовою за даними перепису 2001 року:
| Мова       | Відсоток |
| ---------- | -------- |
| українська | 96,93 %  |
| вірменська | 1,15 %   |
| молдовська | 1,02 %   |
| російська  | 0,77 %   |
| білоруська | 0,06 %   |

## Видатні мешканці
- Бодня В. Г. — Герой Радянського Союзу. Після демобілізації оселився у Сировому, де працював слюсарем у місцевому колгоспі.

У селі народилися:
- Кадров Д. П. — повний кавалер ордена Слави.
- Сиваченко В. Г. — Герой Радянського Союзу.
- Чумак Д. М. — Герой Радянського Союзу.